# Mouterre-Silly
Mouterre-Silly ist eine französische Gemeinde mit 621 Einwohnern (Stand: 1. Januar 2022) im Département Vienne in der Region Nouvelle-Aquitaine (vor 2016 Poitou-Charentes); sie gehört zum Arrondissement Châtellerault und zum Kanton Loudun. 

## Geographie
Mouterre-Silly liegt etwa 37 Kilometer nordwestlich von Châtellerault. Umgeben wird Mouterre-Silly von den Nachbargemeinden Les Trois-Moutiers im Norden, Loudun im Osten und Nordosten, Chalais im Osten und Südosten, Angliers im Südosten, Martaizé im Süden, Ouzilly im Südwesten, Arçay im Westen und Südwesten, Saint-Laon im Westen sowie Glénouze im Westen und Nordwesten.

## Bevölkerungsentwicklung
| Jahr                      | 1962 | 1968 | 1975 | 1982 | 1990 | 1999 | 2006 | 2013 |
| Einwohner                 | 836  | 766  | 749  | 675  | 710  | 678  | 708  | 685  |
| Quelle: Cassini und INSEE |      |      |      |      |      |      |      |      |

## Sehenswürdigkeiten
Siehe auch: Liste der Monuments historiques in Mouterre-Silly
- Kirche Notre-Dame in Chasseignes
- Kirche Saint-Maximin in Mouterre, Monument historique
- Schloss Chasseignes

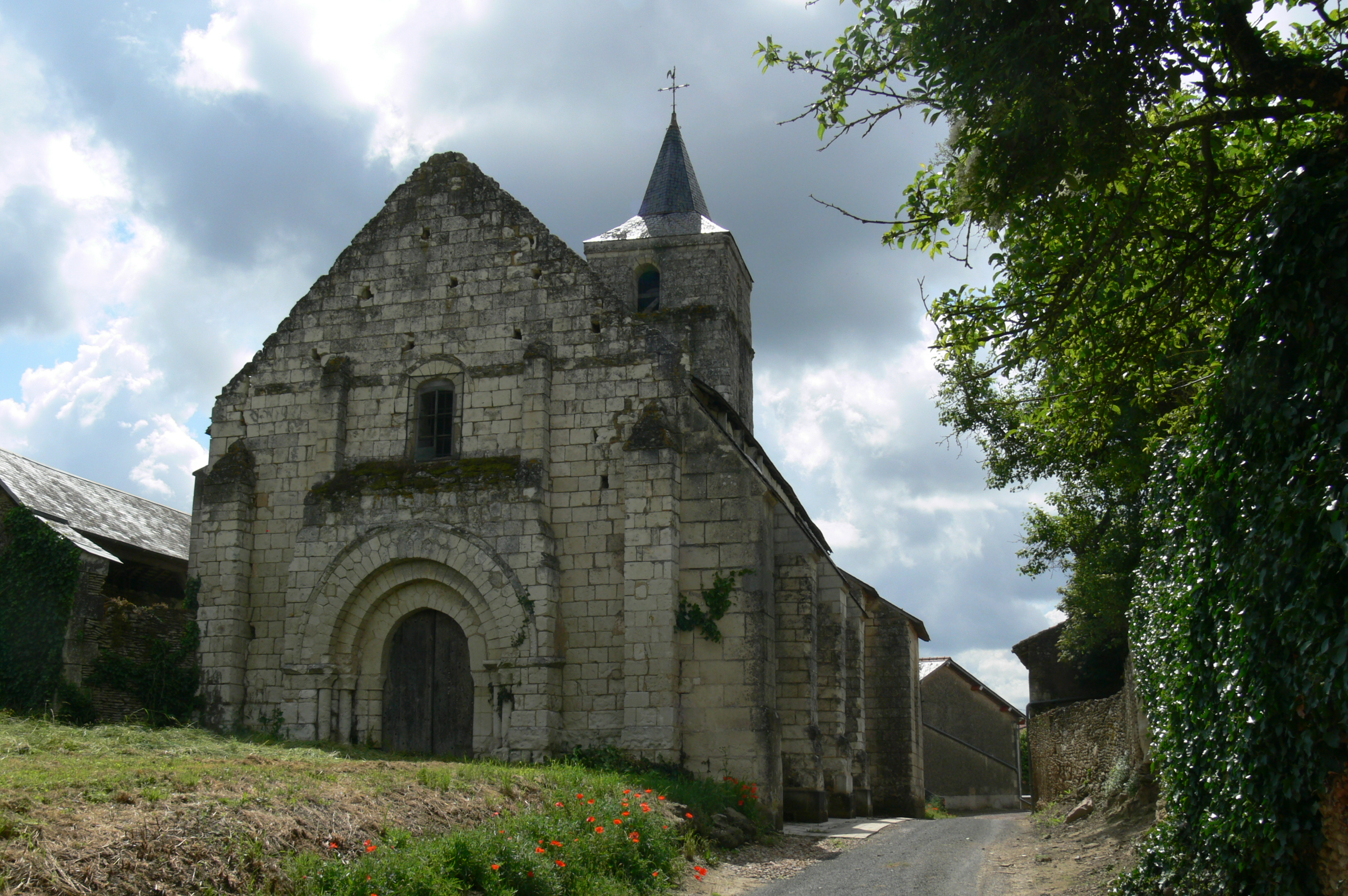
Kirche Notre-Dame
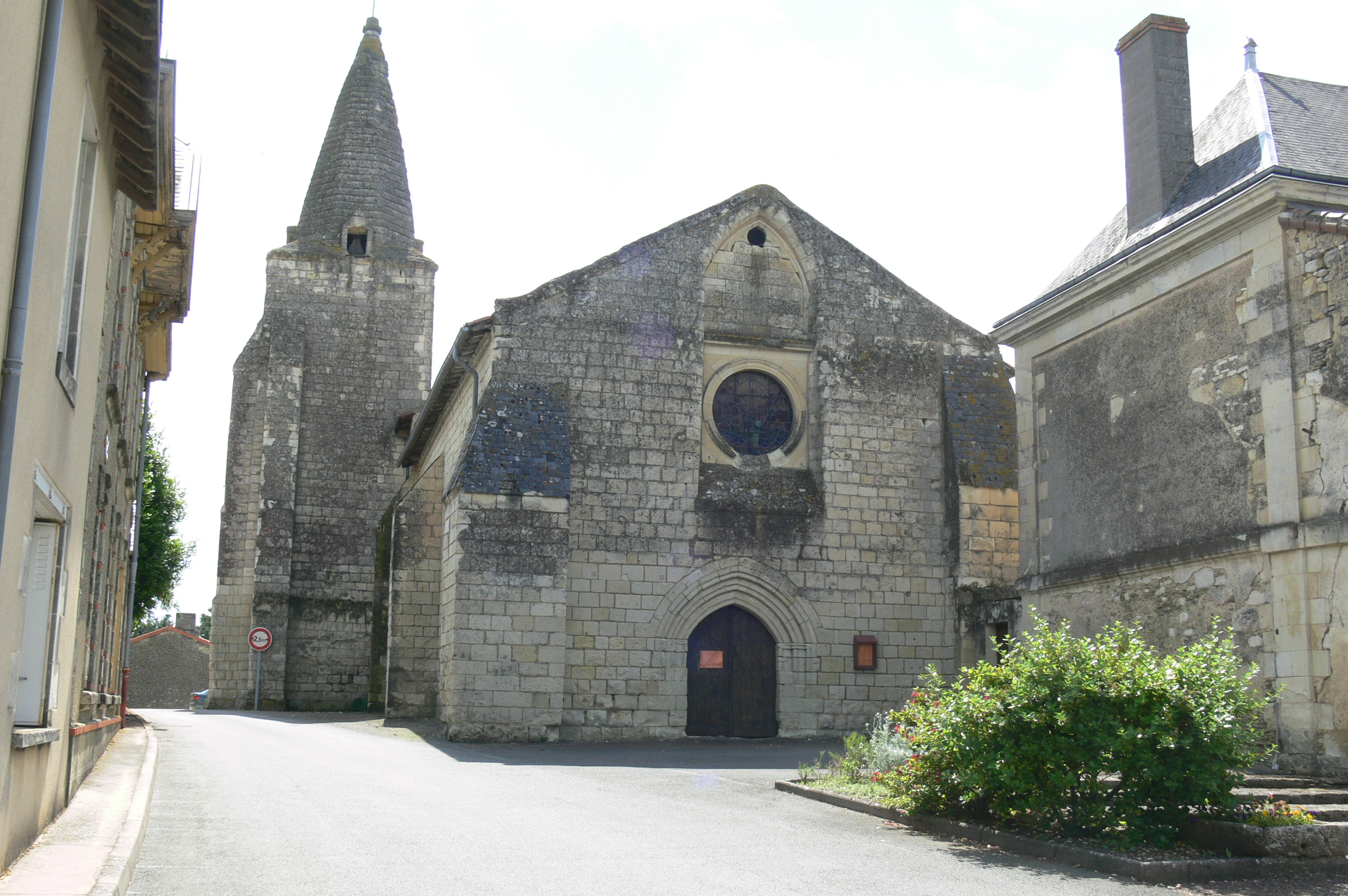
Kirche Saint-Maximin